# Wynither
Wynither (mort le 24 mars 1063 à Zwenkau) est évêque de Mersebourg.

## Biographie
Wynither est chanoine de Wurtzbourg. Il est choisi évêque de Mersebourg au début de l'année 1063. Au cours de la sixième semaine de son épiscopat, le 24 mars de l'année de son ordination, il meurt dans son domaine à Zwenkau.
La Merseburger Bischofschronik donne un portrait très critique d'un homme uniquement orienté vers le plaisir charnel (nourriture), passant les deux tiers de son temps sur sa propriété héréditaire en dehors du diocèse, qu'il jugeait trop petit, et ne laisse presque aucun bien matériel derrière.